# Neolophonotus efflatouni
Neolophonotus efflatouni là một loài ruồi trong họ Asilidae. Neolophonotus efflatouni được Londt miêu tả năm 1987.